# Bezděkov nad Metují
Bezděkov nad Metují (deutsch Bösig an der Mettau) ist eine Gemeinde in Tschechien. Sie befindet sich zehn Kilometer nordöstlich von Náchod und gehört zum Okres Náchod.

## Geographie
Bezděkov befindet sich linksseitig über dem Tal der Metuje (Mettau) am südwestlichen Rand des Falkengebirges. Im Tal liegt die Bahnstation Police nad Metují.
Nachbarorte sind Radešov, Velká Ledhuje und Police nad Metují im Norden, Suchý Důl und Slavný im Nordosten, Bělý im Osten, Machov und Nízká Srbská im Südosten, Vysoká Srbská im Süden, Žabokrky und Velký Dřevíč im Südwesten, Petrovičky im Westen sowie Petrovice im Nordwesten.

## Geschichte
Das Gebiet zählte zu dem seit 1201 nachweislichen Újezd polický (Politzer Sprengel). Bezděkov gehörte zu den Dörfern, die 1241 durch das Kloster Břevnov im Zuge der Besiedlung des Grenzwaldes gegründet wurden. Die erste urkundliche Erwähnung des Dorfes stammt aus dem Jahre 1358.
Das Dorf und der Hof Bezděkov gehörten zu den Besitzungen des Klosters Police. Nach den Hussitenkriegen erfolgte eine Abtrennung des Hofes, der an den Landedelmann Petr gelangte. 1558 schenkte das Kloster den Ort Bezděkov seinem Bediensteten Stanislav Sladovský von Sladov. Von dessen Nachkommen erwarb das Kloster 1624 den Ort wieder zurück. Die berní rula weist für das Dorf fünf Bauern, drei Beisassen und 13 Gärtnerstellen aus.
1724 ließ der Abt Othmar Daniel Zinke in Bezděkov eine neue Kirche erbauen. Nach der Aufhebung der Patrimonialherrschaften wurde Bezděkov 1848 zu selbstständigen Gemeinde, zu der noch der Ortsteil Radešov gehörte. Zwischen 1873 und 1875 erfolgte der Bau der Eisenbahn von Chotzen nach Halbstadt, bei dem im Tal der Metuje mehrere Tunnel und unterhalb von Bezděkov ein Bahnhof angelegt wurden. Seit dem Jahre 2000 führt Bezděkov ein Wappen.

## Sehenswürdigkeiten

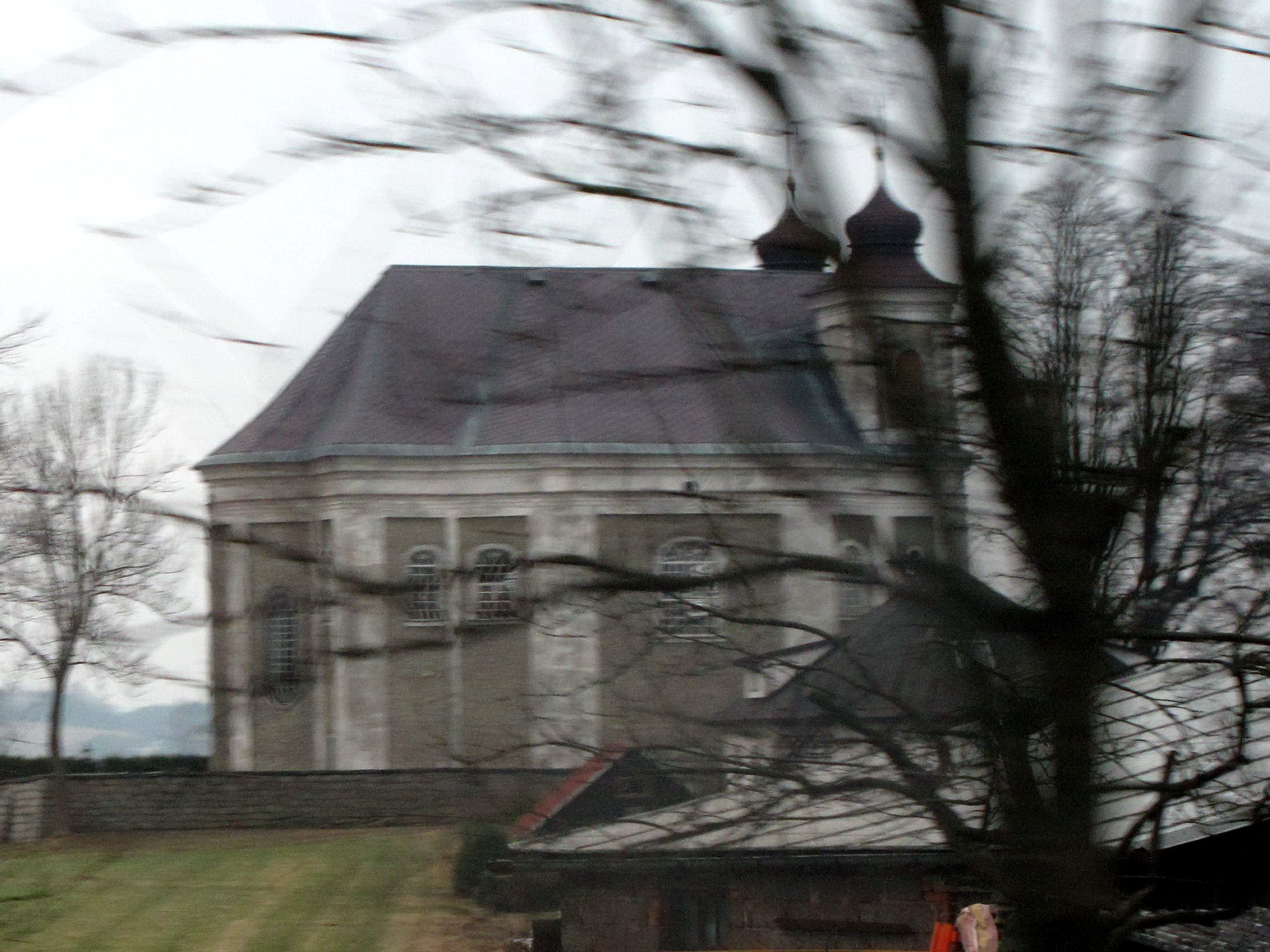
Die barocke Kirche des Hl. Prokop

- Die barocke Kirche des Hl. Prokop wurde 1724–1729 nach Plänen von Kilian Ignaz Dientzenhofer erbaut.
- Kirchenuhr
- Pfarrhaus aus dem Jahre 1847
- Bezděkover Eiche